# Dekanat nieświeski (eparchia słucka)
Dekanat nieświeski – jeden z siedmiu dekanatów wchodzących w skład eparchii słuckiej Egzarchatu Białoruskiego Patriarchatu Moskiewskiego.

## Parafie w dekanacie
- Parafia Kazańskiej Ikony Matki Bożej w Druckowszczyźnie
  - Cerkiew Kazańskiej Ikony Matki Bożej w Druckowszczyźnie
- Parafia Narodzenia Najświętszej Maryi Panny w Horodzieju
  - Cerkiew Narodzenia Najświętszej Maryi Panny w Horodzieju
  - Cerkiew Przemienienia Pańskiego w Horodzieju
  - Kaplica w Horodzieju
- Parafia św. Mikołaja Cudotwórcy w Hryckiewiczach
  - Cerkiew św. Mikołaja Cudotwórcy w Hryckiewiczach
- Parafia św. Mikołaja Cudotwórcy w Juszewiczach
  - Cerkiew św. Mikołaja Cudotwórcy w Juszewiczach
- Parafia Zwiastowania Najświętszej Maryi Panny w Kunosie
  - Cerkiew Zwiastowania Najświętszej Maryi Panny w Kunosie
- Parafia Opieki Matki Bożej w Łaniu
  - Cerkiew Opieki Matki Bożej w Łaniu
- Parafia św. Jerzego Zwycięzcy w Nieświeżu
  - Cerkiew św. Jerzego Zwycięzcy w Nieświeżu
- Parafia Wniebowstąpienia Pańskiego w Nieświeżu
  - Cerkiew Wniebowstąpienia Pańskiego w Nieświeżu
- Parafia Wszystkich Świętych Białoruskich w Nieświeżu
  - Cerkiew Wszystkich Świętych Białoruskich w Nieświeżu
- Parafia św. Anny w Onoszkach
  - Cerkiew św. Anny w Onoszkach
- Parafia św. Jerzego Zwycięzcy w Ostrówkach
  - Cerkiew św. Jerzego Zwycięzcy w Ostrówkach
- Parafia Świętych Kosmy i Damiana w Snowie
  - Cerkiew Świętych Kosmy i Damiana w Snowie
- Parafia Świętej Trójcy w Sołtanowszczyźnie
  - Cerkiew Świętej Trójcy w Sołtanowszczyźnie
- Parafia Opieki Matki Bożej w Wielkiej Lipie
  - Cerkiew Opieki Matki Bożej w Wielkiej Lipie
- Parafia Podwyższenia Krzyża Pańskiego w Wielkiej Łysicy
  - Cerkiew Podwyższenia Krzyża Pańskiego w Wielkiej Łysicy
- Parafia św. Jana Chrzciciela w Zaturii
  - Cerkiew św. Jana Chrzciciela w Zaturii

## Galeria

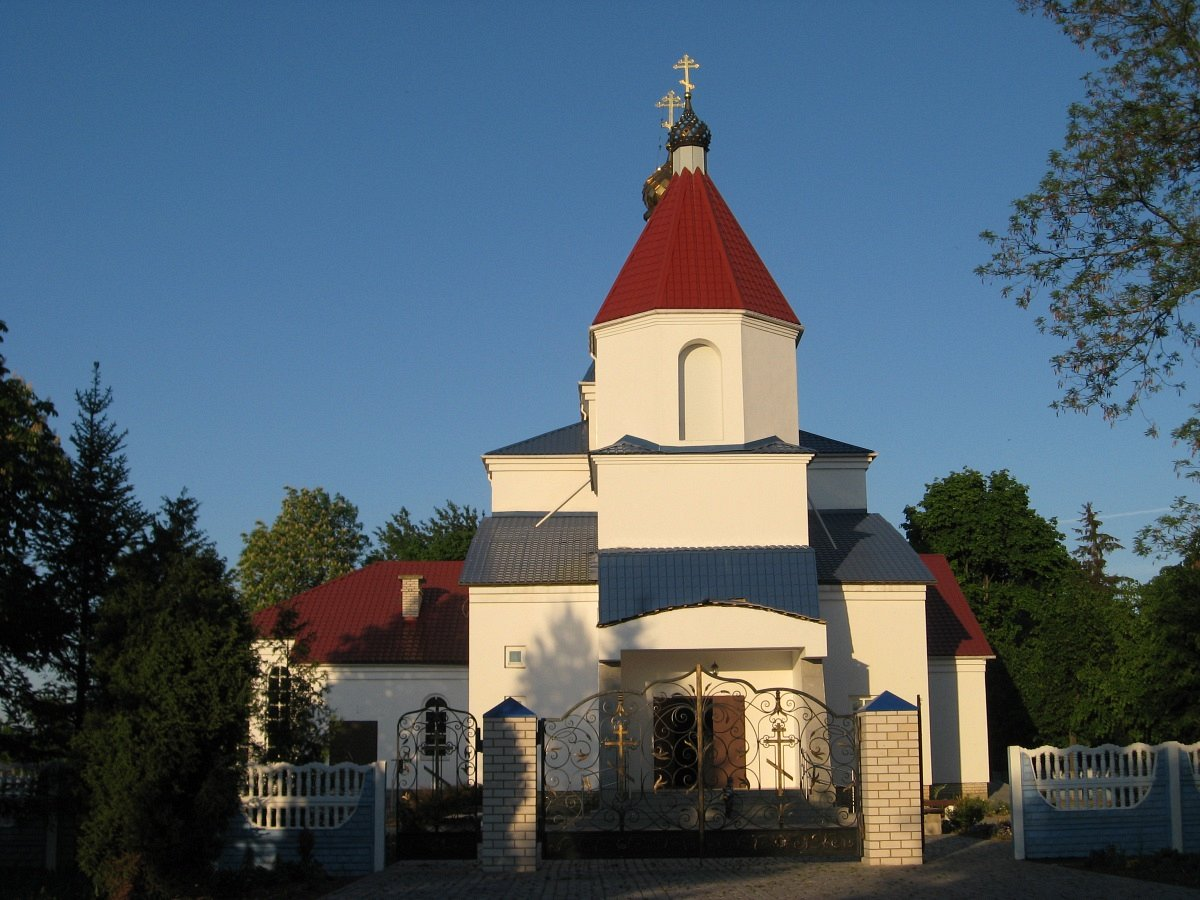
Cerkiew Narodzenia Najświętszej Maryi Panny w Horodzieju
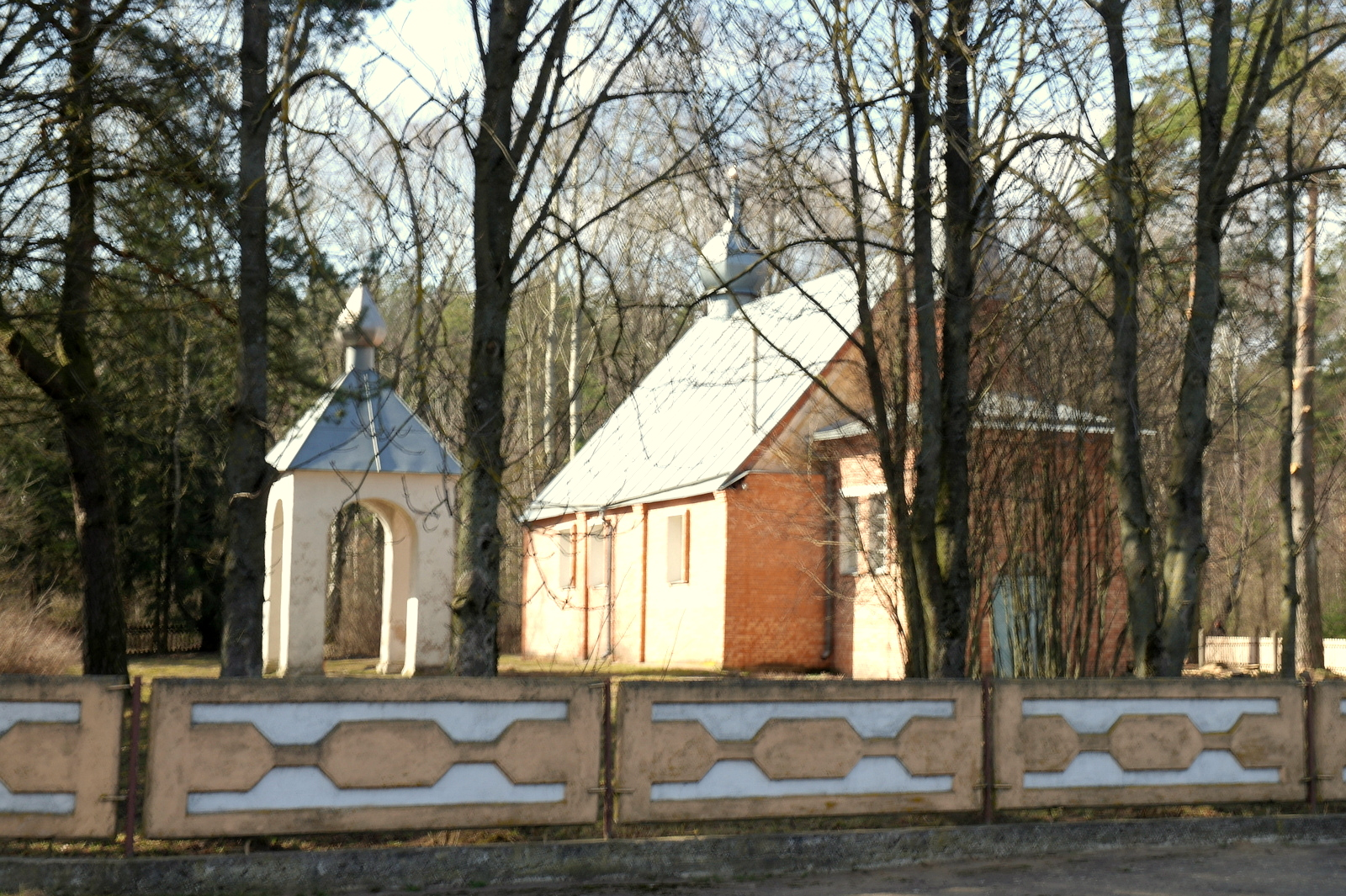
Cerkiew Przemienienia Pańskiego w Horodzieju
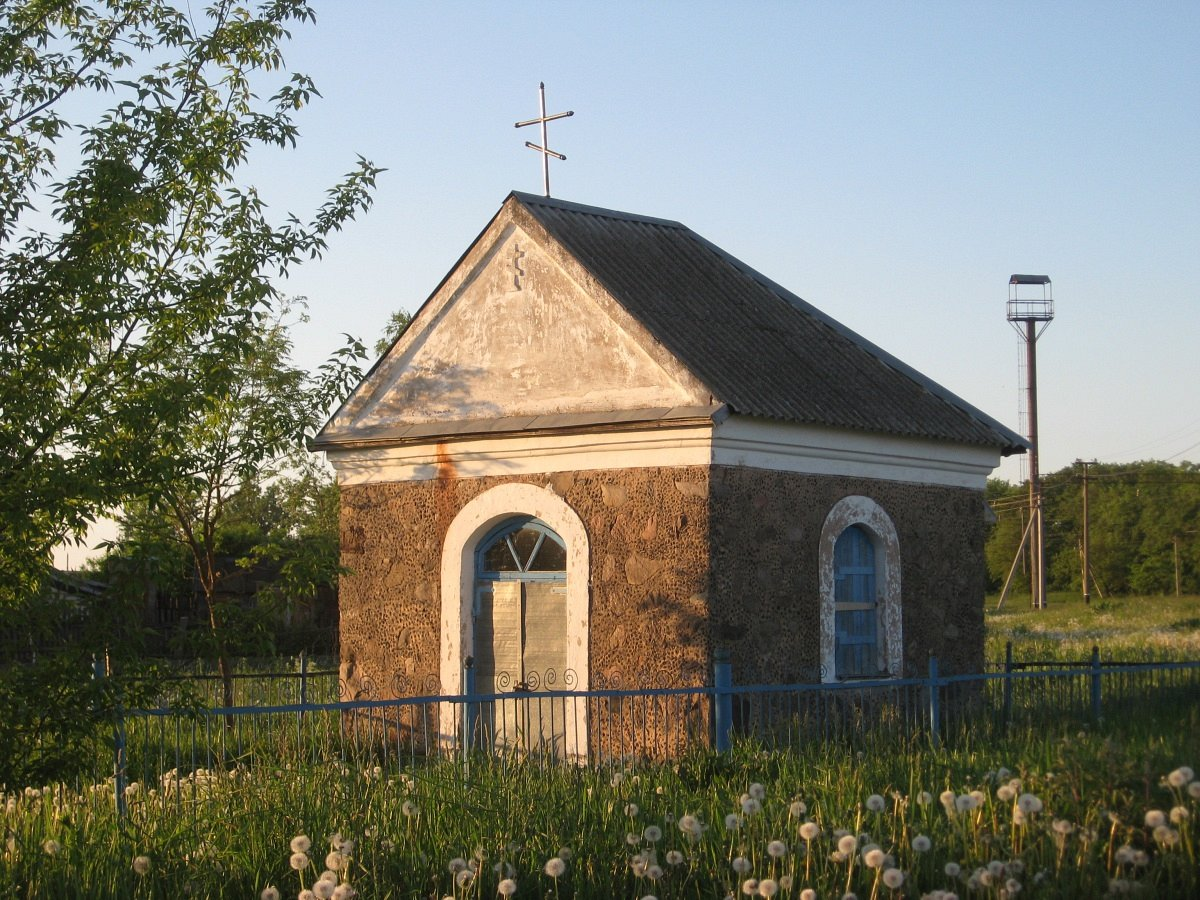
Kaplica w Horodzieju
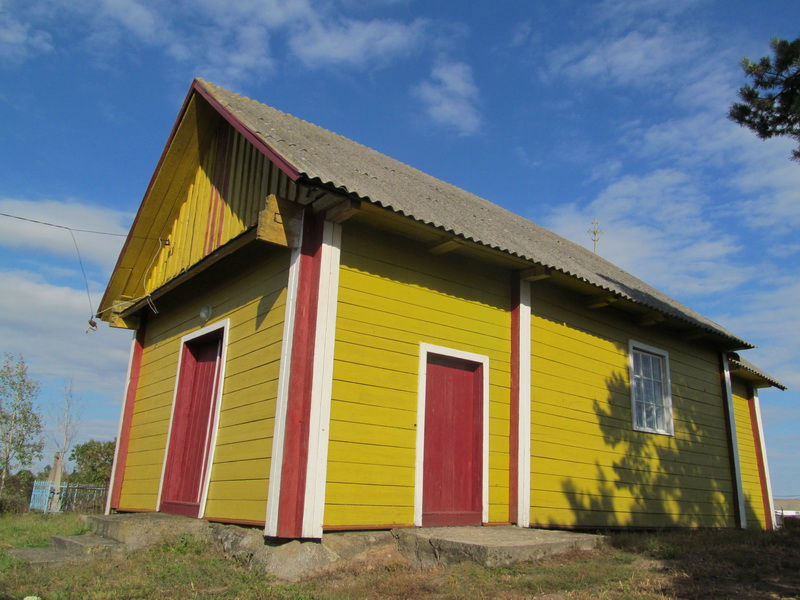
Cerkiew św. Mikołaja Cudotwórcy w Juszewiczach
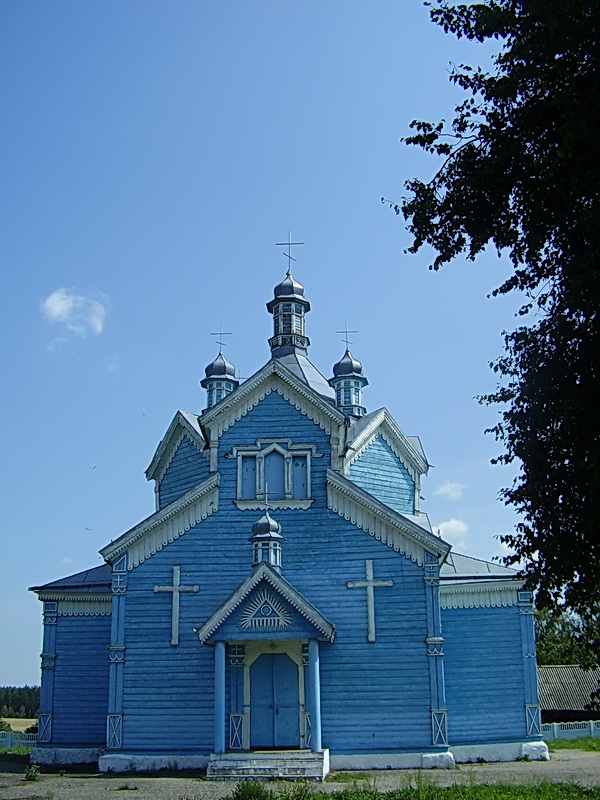
Cerkiew Zwiastowania Najświętszej Maryi Panny w Kunosie
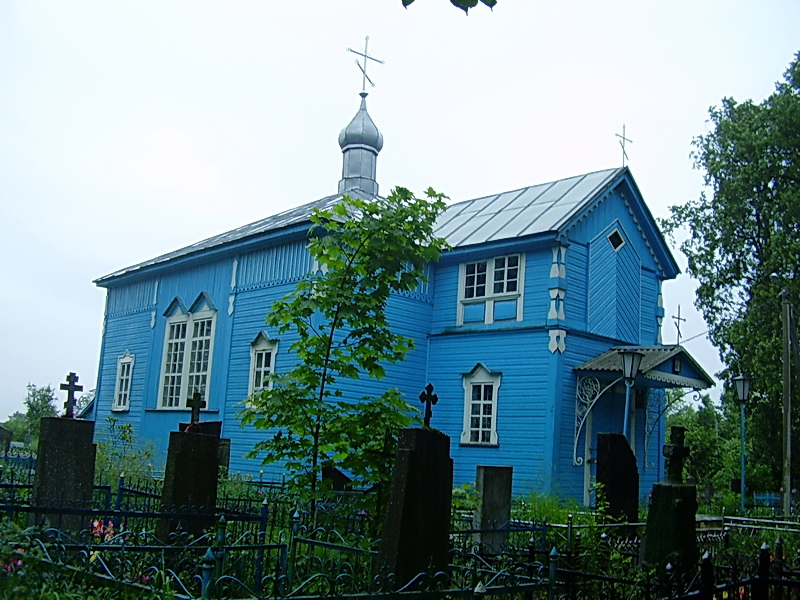
Cerkiew Opieki Matki Bożej w Łaniu
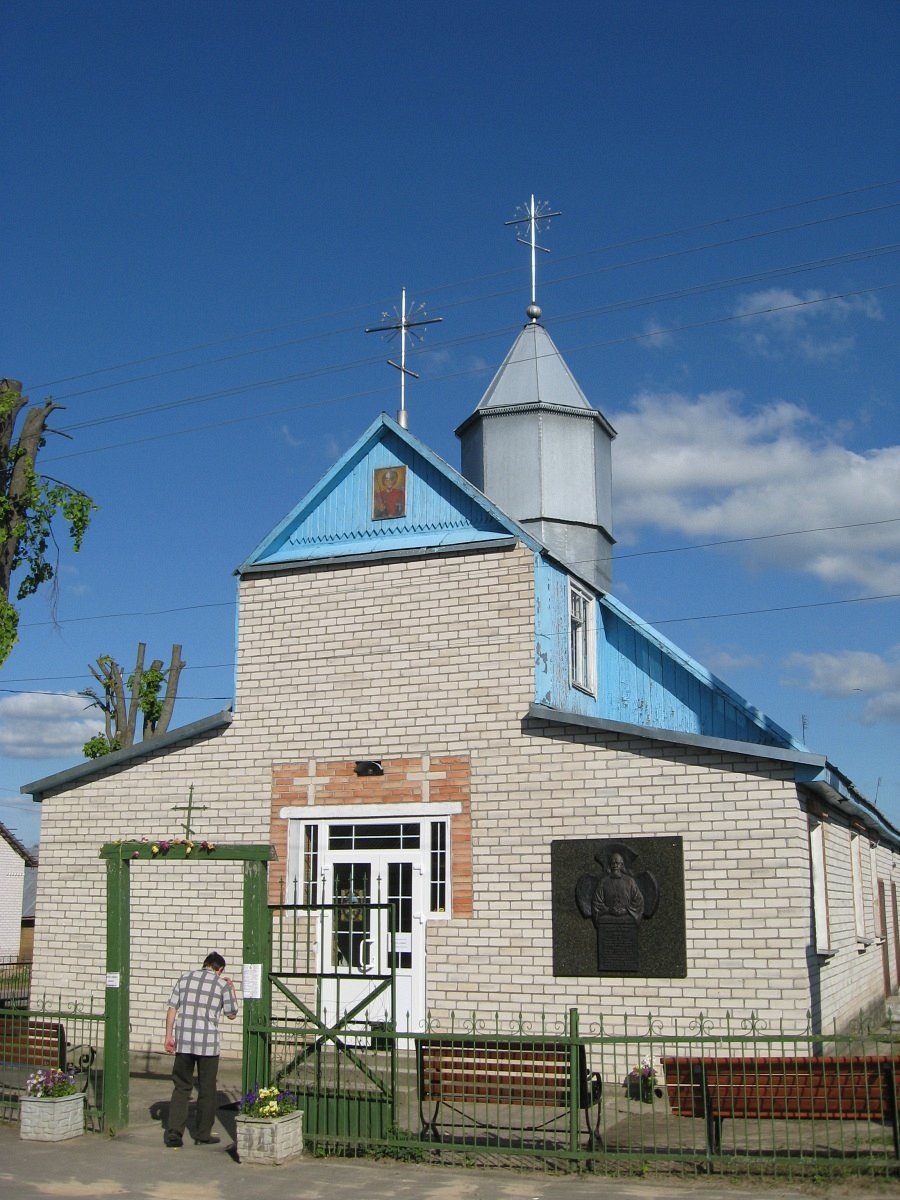
Cerkiew św. Jerzego Zwycięzcy w Nieświeżu
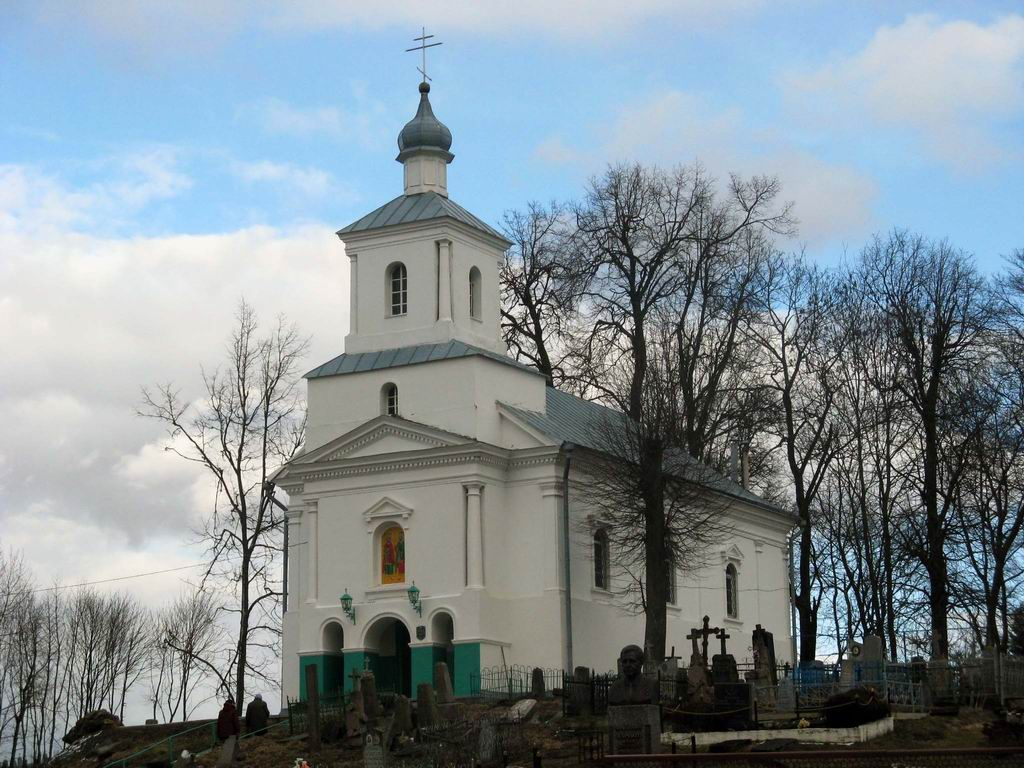
Cerkiew Świętych Kosmy i Damiana w Snowie
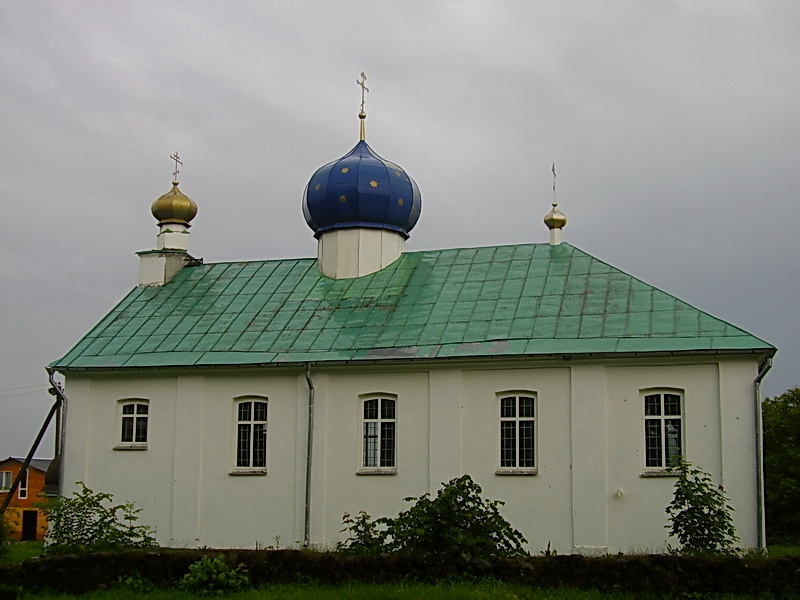
Cerkiew Świętej Trójcy w Sołtanowszczyźnie
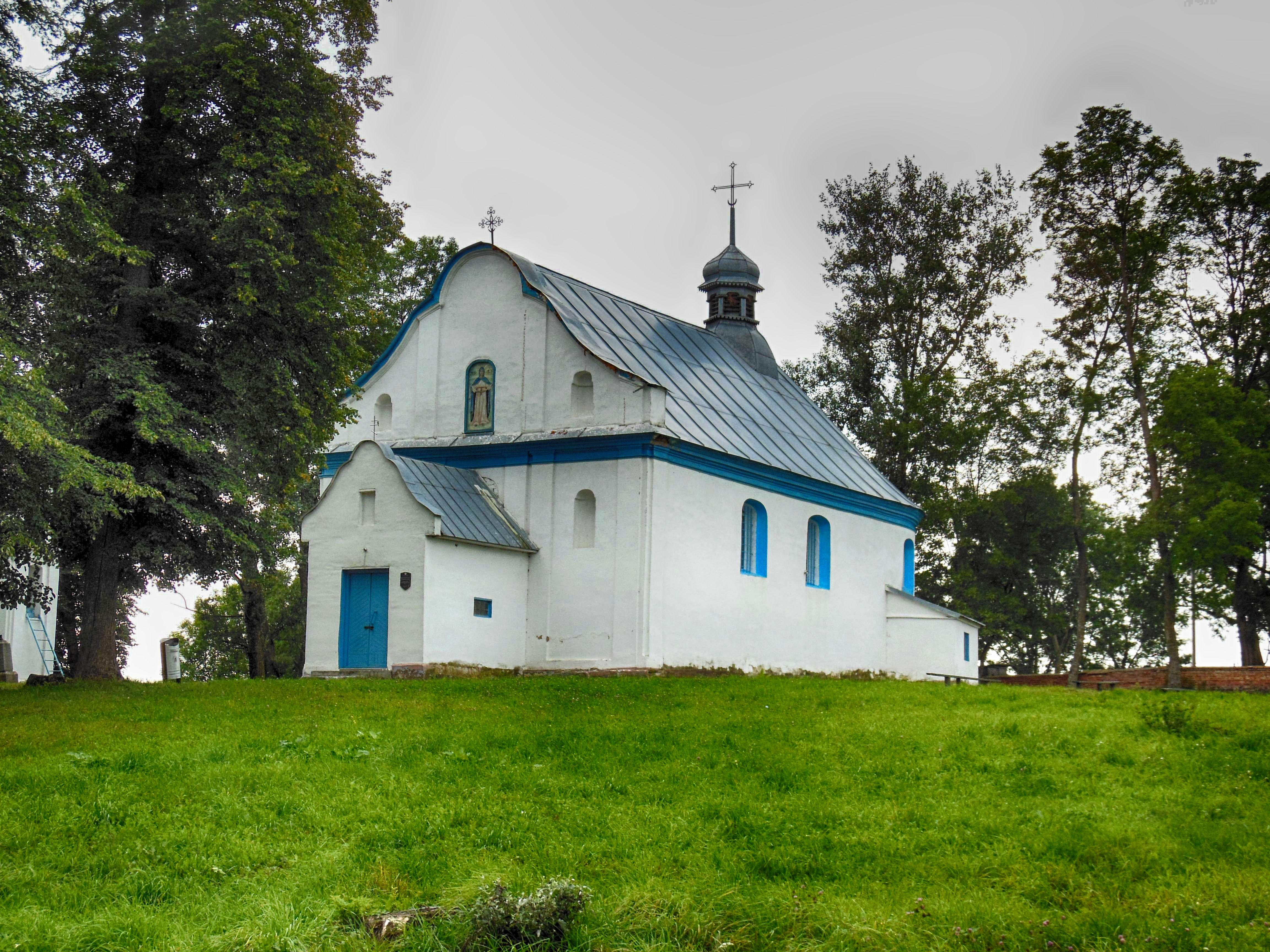
Cerkiew Opieki Matki Bożej w Wielkiej Lipie
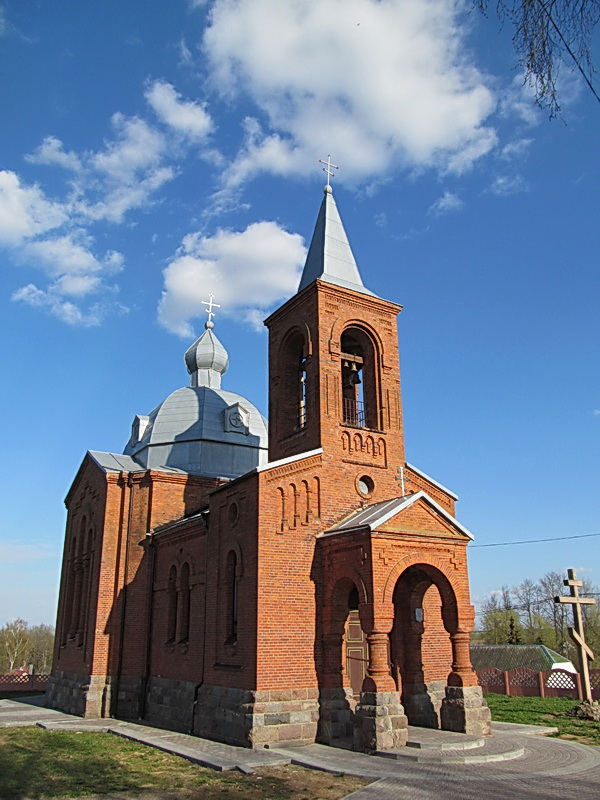
Cerkiew Podwyższenia Krzyża Pańskiego w Wielkiej Łysicy